# 溫徹斯特M70步槍
溫徹斯特M70步槍 (英語：Winchester Model 70）是一系列由美国槍械製造商溫徹斯特連發武器公司所生產的手動槍機操作式運動步枪。它在美國的體育運動的文化，具有一個標誌性的地位，並且已經被射手們給予高度的評價，因為它自從在1936年推出以來，就贏得了“步槍兵的步槍”的綽號。
其槍機具有一定程度的與毛瑟的設計相似之處，而且它是較早期的溫徹斯特M54步槍的發展型。M70最初是由溫徹斯特連發武器公司，於1936年和1980年之間生產。從1980年代初期直到2006年，溫徹斯特步槍根據與奧林公司之間的協議，交由美國連發武器公司（簡稱：USRAC）並且容許它們使用溫徹斯特的名稱和標誌生產。從1936年開始至2006年的所有M70型號都是在康乃狄克州纽哈芬市製造，直到生產結束。
直到2007年的秋季，比利时國營埃斯塔勒公司宣布，將會恢復M70的生產。截至2012年，目前全新的溫徹斯特M70步槍正是由國營赫斯塔爾旗下、位於南卡羅來納州哥倫比亞的美國分公司（FNH USA）所生產。2013年開始，M70的裝配已經遷往葡萄牙。

## M70
1936年，溫徹斯特M70手動槍機式步槍向美國市場推出。M70在很大程度上是以M54為基礎，直到今天仍然備受射手所高度推崇，通常被稱為“步槍兵的步槍”。1999年，M70更被《射擊時代》（Shooting Times）雜誌命名為“世紀手動槍機步槍”。
在其整個生涯，M70已經提供了許多版本和樣式。只是它的所有口徑產品，就已經包括：.22黃蜂彈、.222雷明登、.223雷明登（5.56×45毫米北約）、.22-250雷明登、.223溫徹斯特超短麥格農、.225溫徹斯特、.220 Swift、.243溫徹斯特、.243溫徹斯特超短麥格農、.250-3000 Savage、.25-06雷明登、.25溫徹斯特超短麥格農、.257羅伯茨、6.5×55毫米瑞典口徑、.264溫徹斯特麥格農、.270溫徹斯特彈、.270溫徹斯特短麥格農、.280雷明登、7×57毫米毛瑟口徑、7毫米-08雷明登、7毫米雷明登麥格農、7毫米溫徹斯特短麥格農、7毫米射擊時間西部、.300薩維奇、.30-06春田步槍彈、.308 Winchester（7.62×51毫米北約口徑）、.300 H&H麥格農、.300溫徹斯特麥格農、.300溫徹斯特短麥格農、.300雷明登超級麥格農、.325溫徹斯特短麥格農、.338溫徹斯特麥格農、.35雷明登、.358溫徹斯特、.375 H&H麥格農、.416雷明登麥格農、.416裏格比、.458溫徹斯特麥格農和.470 Capstick。

## 1936年至1963年的M70
1964年以前的M70是從1936年至1963年生產，在這以後這枝步槍的設計和生產才出現顯著變化。1964年以前的M70由於被公眾們的看法所看好，而帶來了大幅度的價格溢價，因為他們有幾個可取的特點（毛瑟式約束式子彈供彈，切斷上膛）是1964年以後的M70所沒有的。1964年以前的溫徹斯特M70步槍最能通過其序列號和一顆確保槍管與槍托連接的前護木螺絲識別。在700,000以下的序列號的M70步槍都是1964年以前生產的種類。

### 1964年以前的M70槍機（約束式子彈供彈，CRF）
原來的M70在美國運動射手之中迅速建立了良好的聲譽。這是一個具有相當實力的高品質槍機，具有雙鎖耳（英語：Lug）和毛瑟型非旋轉爪型抽殼鈎。毛瑟式抽殼鈎與以後的版本相比的關鍵優點是它抓住了彈藥的底緣，因為彈藥是從彈匣向上輸送，而且這樣可以控制彈藥進入步槍的膛室的行程。這種供彈被稱為“約束式子彈供彈”（英語：Controlled Round Feed，簡稱：CRF）而且受到一些喜歡供彈可靠的步槍的射手，尤其是那些追求危險遊戲的射手所青睞。拋殼頂桿為類似毛瑟M98的刀片式，但被公認為更為優越，因為它並不需要通過一個位於槍機左側的毛瑟式鎖耳凹槽，而是一個在槍機面下方的鎖耳凹槽，讓兩個前鎖耳固體分離亦因而更為堅固。刀片式拋殼頂桿與其後的1964年以後的M70所採用的位於槍機面的以螺旋式弹簧控制型柱塞式拋殼頂桿相比以下的主要優點是結構更為簡單，以及可能更為可靠（考慮到不容易讓污物進入）。
這個槍機的其他重要功能包括三位置式翼狀保險（在整個M70的生產中都得以保留），圓錐狀後膛閉鎖系統，有助於防止子彈的彈鼻從彈匣裝填上膛時受損，加工鋼製扳機護環和彈匣底板，一塊式槍機結構，以及可調節扣力和超行程的扳機。這種型號已經被阿拉斯加州參議院所倡議，作為其廣大的土地上的馴服過程中廣泛使用的官方地區槍械。

## 1964年至1991年的M70
隨著雷明登於1962年推出了雷明登700系列，這時為了與雷明登700競爭，在面對勞動力成本不斷上漲以下，需要作出更改的決定。因此，在1964年溫徹斯特在M70上作出了多項的設計變更。這些變更很少甚至沒有受到購買步槍的公眾們，以至美國軍方購買步槍所歡迎。變動包括取消了約束式子彈供彈功能、槍托的基本形狀改變以及使用壓印式格仔花紋而非切成式格仔花紋。
M70的長期支持者之一的美國槍械作家傑克·奧康納，在試用1964年以後的M70寫下了這些評論：『......我被溫徹斯特黃銅告知，M70正在經過重新設計。我告訴他們，我很高興能夠獲取這信息，所以我可以在他們上步搞甚麼前試試四或五次以上。然後，我看到了他們的「新型M70」試驗性質型號。在第一次看到，我很像要陷入昏厥了般。它的槍機被簡化了，扳機護圈以及彈匣底板是由單薄得站不住腳的一體式衝壓所製成的。』儘管最初有這種的反應，奧康納仍然勉強去說，『事實上，1964年以後的M70步槍並非一枝糟糕的步槍，儘管有一個事實是步槍愛好者從來沒有很像它的前身般將它抱著在胸前。它裝有一個比1964年以前的M70更強而有力的槍機。槍機頭會包住彈殼頭。它具有一個小型的，整齊的鉤型抽殼鈎，這是足夠的。在使用了這種抽殼鈎以後，彈藥不一定很像使用毛瑟式抽殼鈎時般能受到緊夾控制的。但儘管如此，新的型號很少出這種供彈問題。』

### 1964年以後的M70槍機（推動式供彈）
為了降低生產成本，在面對較高的勞動力成本以下，1964年至1992年製造的步槍在以下方面與早期型M70有所不同：
- 槍機有顯著改變。槍機面被封閉，因此，它完全包圍了彈藥底緣，方式類似雷明登700的槍機。雖然製作成本比受緊夾子彈式槍機所需具備的倒勾式槍機面明顯下降，它的結構亦較強，給彈殼頭提供更多的支持，以及在彈殼破裂的情況下更能夠遏制外泄的氣體中。新型槍機也與舊的有所不同，因為它是兩塊式結構（槍機拉柄／領子和槍機主體[9]），然後釬焊連接在一起製成。
- 取消了自毛瑟式啟發的非旋轉式爪形抽殼鈎（與採用了全封閉式槍機頭不兼容），而代之以的是使用位於槍機頭內凸耳的小楔形抽殼鈎。這種類型的抽殼鈎不與彈藥底緣接觸，因為彈藥會從彈匣升起到槍機，但在彈藥被推入膛室而且槍機拉柄已經向下推以後亦不會夾過彈藥底緣。該系統如果在脅迫之下操作，比舊型系統更容易出現卡彈或無意中空膛閉鎖（即新一發上膛失敗）等問題，特別是如果倒持步槍或在其一側的時候。此外，舊型抽殼鈎在設計上亦可在槍機是開放時用以穩定槍機；反之，沒有它的新型槍機沒有與它同等的穩定性，在槍機是完全開放時容易搖晃擺動。這雖然已經從那以後的後期型步槍上得以修正，但是它仍然是一個明顯的落差，而且在性能上肯定地比能夠在任何位置上平穩地讓步槍彈藥平穩地上膛的早期型號缺失了優雅。
- 槍管現在改為錘鍛式膛線，而非過去更為昂貴的、需要通過人手切削過程製作出來的單點鈎切式膛線。
- 機械加工钢製扳機護環和彈匣底板被鋁合金衝壓而成的部件所取代，使用來自1964以前的輕量級版本組件，以減輕重量。
- 一些更早期型號具有胡桃木槍托並使用壓印式格仔花紋而非早期型M70使用的切成式格仔花紋，雖然進一步降低了生產成本，但代價是在步槍上握把不是那麼舒服，當射手戴上手套射擊時更為明顯。

任何的M70步槍在並無指定為“經典”型號以下可能都是裝有這個1964年以後的槍機。在外觀設計方面（封閉式槍機面、柱塞式拋殼頂桿、釬焊式槍機結構）新型槍機本身的設計上跟隨著這個世界以下，可與作競爭對手的雷明登700媲美，而且被認為是非常可靠的。雖然M70再作出了與其他削減成本的更改，但是與過去生產而且非常熟悉的M70相比，它立即就被宣布為差劣。採用了全新設計的步槍受到槍械作家和步槍兵兩方一致迅速和嚴厲的批評，由於被發現有控制和供彈問題，使原來的槍機更為珍貴。
這就是說，它應該指出的是1964年以後的槍機也得到了進一步經過多年改善。精緻的槍機頭設計，現在的槍機減少了在開放時的搖晃不定，而且現在普遍認為其操作穩定性可與約束式子彈供彈槍機看齊。在正常條件以下，槍機的新型設計的可靠性沒有過去那麼低，雖然簡化結構肯定不典雅，但某些的更改亦可能會被認為是改進，亦令槍機結構更強。此外，壓印式格仔花紋，其中一個最令人痛恨的更改，也同樣被完全取消並且在可以使用機器切割式格仔花紋以後將其取代。經過考慮各項事情、因素以後，在正常的情況以下，在現在出現的這兩個版本之間實在地沒有太多的選擇，除了個人喜好。

## 1968年的M70
在1968年，M70的部分細節進一步作了修訂，以解決消費者所關注的問題。M70推出了一種“反約束”功能，當中包括在槍機右側的閉鎖鎖耳方面設有的延長閉鎖紋狀凹槽會在機匣右側的肋條上操作，使槍機的操作過程更為順暢。這種槍機的操作明顯地更為平滑並且一直保留至今。部分在1964年以後型號上撤銷了的更改，钢製彈匣底板和不鏽鋼彈匣托彈板相繼推出。

## 1992年〜2006年的M70
從1992年開始，溫徹斯特重新推出1964年以前的M70步槍的許多功能，同時也繼續生產更便宜的衍生型。1992年以後的M70是一枝廣泛粗放的步槍系列，因為它擁有接近原型系列的所有功能，但亦具有一些更新的配備，例如約束式子彈推動式供彈（英語：Controlled Round Push Feed）式槍機以及人工合成槍托。流行的影子型衍生型採用黑色树脂槍托，顯著地減低了該槍械的價格，而且在一段至長時間抵肩時亦比木製槍托舒適。一些現代步槍也可以使用高性能的麥克米蘭（英語：McMillan）或是貝爾和卡爾森（英語：Bell and Carlson）玻璃钢強化塑料槍托，雖然這些型號的步槍往往是昂貴的。特殊型號採用了一體成型的鋁合金製支柱狀嵌段座床以獲得更高的精度，有些型號更具有凹槽式槍管，有助減輕槍管重量和增加散熱面積以提高了散熱效率。在某些型號上也可以發現使用碳纖維槍管，以減輕重量和加快散熱。M70各個系列仍被發現使用緞面表面處理的胡桃槍托，以及新增了使用混合式結構的層壓式胡桃槍托以提高在極端的乾燥或潮濕的條件以下的結構穩定性。另外，M70與原型一樣，還提供了以前所有的膛徑，同時也新增了更多的口徑以供選擇，包括溫徹斯特短麥格農（英語：Winchester Short Magnum，簡稱：WSM）以及溫徹斯特超短麥格農（英語：Winchester Super Short Magnum，簡稱：WSSM），這些子彈具有麥格農子彈的裝藥劑量，但長度更短和直径更寬，因此用過的彈殼只需較少的時間退殼，而且使用更少的火藥。然而，因為他們額外的寬度和縮緣式底緣，這些短麥格農系列子彈減少了彈匣容量和供彈的可靠性。

### M70經典型
1992年，溫徹斯特開始生產傳統的約束式子彈供彈式M70，並在市場上以“經典”型號之名銷售。這個版本重新引進約束式子彈供彈的功能，同時保留了1968年的M70的推動式供彈型“反約束”式閉鎖紋狀凹槽槍機導軌。現代數控式生產技術的使用讓溫徹斯特得以在重新引進約束式子彈供彈功能的同時保留具有競爭力的價格。
大約在這個時候，擁有溫徹斯特和美国連發武器公司、被法国法國陸軍武器工業集團（GIAT；今次世代系統公司）兼并的同一間母公司旗下的白朗寧武器公司，推出了BOSS精度系統。“BOSS”為彈道優化射擊系統（英語：Ballistic Optimising Shooting System）的縮寫。該裝置高度重視槍管末端的槍口並允許自然次諧波，通稱為槍管上下擺動，藉由子彈的沿著通過所造成的槍膛，加以改進和控制。通過將在個別步槍的設備調整至最佳性能，令精度帶到一個頂峰值的水平。溫徹斯特M70們都配備了BOSS，以提供一枝在精度上會顯著地提高的生產成型步槍。目前，只有白朗寧武器公司的步槍具有BOSS精度系統。
後來，溫徹斯特擴展了經典系列，在他們所有的現代型槍托都裝上了經典型的槍機，以提供各種各樣的步槍種類作為選擇。這基本上是讓買家自行選擇槍機，然後再選擇一個喜歡的槍托。不論是1964年以前和以後版本的M70都有它們自身的優點和缺點。

### 1992年的經典型號（約束式子彈供彈和約束式子彈推動式供彈）
約束式子彈供彈功能被重新引進的同時，最近的革新亦讓1964年以後的各種型號使用縮短型抽殼鈎，並越過退殼凹槽以緊夾住子彈，以提供受緊夾式供彈而不需要犧牲了長毛瑟式抽殼鈎。這槍機被稱為約束式子彈推動式供彈。這是通過使用1964年以後的槍機的抽殼鈎，結合了1964年以前的槍機面並從底部釋放來實現，讓每一發從下方與槍機面嚙合。

## 2006年至今的M70
2006年3月31日，美國連發武器公司關閉了位於康乃狄克州纽哈芬市、生產了140年的各式各樣溫徹斯特步枪和霰彈槍的廠房。這導致溫徹斯特M70步槍、溫徹斯特M1912（限量）和溫徹斯特M1300泵動式霰彈槍以及溫徹斯特M1894最終型槓桿式步枪的生產中斷。然而其他溫徹斯特型號，還是在其他地區，例如亚洲和欧洲生產。
2006年8月15日，擁有溫徹斯特的商標的奧林公司宣布，宣布它已經與白朗寧武器公司訂立一張新的許可協議，讓其生產溫徹斯特品牌的步槍和霰彈槍，雖然不是在已經關閉了的、位於纽哈芬市的溫徹斯特廠房生產。而位於犹他州摩根市的白朗寧武器公司和前代持牌公司美國連發武器公司，都是國營埃斯塔勒公司的其中兩家子公司。
2007年10月，國營赫斯塔爾公司宣布，它會在位於南卡羅來納州哥倫比亞的美國分公司（FNH USA）產生約束式子彈供彈式溫徹斯特M70步槍。FNH USA目前為美國軍方生產的M240通用機槍系列、M249 SAW系列和M16A2、A3和A4突击步枪，以及它的，事實上，現代化的M70約束式子彈供彈式步槍的衍生型，SPR和PBR系列。
2012年12月，國營赫斯塔爾／白朗寧武器公司宣布，M70的裝配從2013年開始將會遷往葡萄牙。據指出，組件仍然會在南卡羅來納州製造，但最後裝配將會在葡萄牙進行。
自2015年，溫徹斯特M70步槍以上衝壓有“由猶他，摩根的BACO公司原裝進口—在葡萄牙白朗寧·維亞納製造”（Imported by BACO, Inc., Morgan, Utah - Made in Portugal by Browning Viana）。

## 執法機關用途
溫徹斯特M70系列步槍有兩枝在國營埃斯塔勒公司的旗幟下改進而成的狙擊步槍，分別命名為特警步槍和巡邏手動步槍（PBR），視軍隊和執法機構的狙擊步槍作銷售定位。
FN SPR使用標準型溫徹斯特M70步槍的槍機，機匣和彈匣系統，但步槍都配備了自由浮動式錘鍛式重型槍管和麥克米蘭（英語：McMillan）系列A3式及A5式玻璃钢強化塑料底盤一體式戰術步槍槍托／護木。
FN PBR具有原來的溫徹斯特M70步槍的標準功能，但是該步槍是為了在警察巡邏車中使用而設計的，該步槍具有短而緊湊的槍管，因此這樣能讓步槍收藏在一輛警車內。裝在FN PBR步槍的槍管的槍口以上的補償器也可隨槍銷售。

## 軍事用途
1942年5月，美国海军陆战队購買了373枝M70步槍。雖然海軍陸戰隊官方在第二次世界大战的期間僅正式採用了M1加蘭德半自动步枪和春田M1903手動步槍作為狙擊步槍，“許多溫徹斯特M70在訓練營出現和太平洋战争期間在戰地實際使用。”這些步槍具有24英寸“運動者”型槍管，發射.30-06春田步枪子彈。這些步槍的序列號範圍在41,000至50,000以內，並配備了片狀瞄準具以及裝上鋼製槍托底板、一英寸的槍背帶環、和皮革製槍背帶的格仔花紋槍托。據報導有一些這種步槍在瓜達爾卡納爾島戰役和朝鲜战争期間配備了放大8倍的尤那托（Unertl）望遠瞄準鏡，並且有限而非官方地用作狙擊武器。在1956年和1963年之間，許多的救生步槍，於海軍陸戰隊位於喬治亞州奧爾巴尼市比賽級武器重建工場翻新以後，配備了更重型的道格拉斯（英語：Douglas）槍管、新型槍托和來自春田M1903A1手動狙擊步槍的8倍放大倍率尤那托望遠瞄準鏡。經過修理、翻新的步槍於競爭激烈的射擊比賽中使用；美國陸軍亦購買了約200枝全新的M70國家比賽型步槍，裝上了中重型槍管並在1954年和1957年之間的比賽中使用。許多經過維修、翻新的海軍陸戰隊比賽步槍在越南战争的最初幾年期間，搭配裝有173格令艇尾型彈頭的M72比賽等級彈藥並且被海軍陸戰隊狙擊手所使用。陸軍亦有一小批的M70步槍也可發現被陸軍狙擊手用於作戰當中；而當中有一些在執行東南亞秘密行動中配備了消聲器。這些M70步槍從來沒有達到成為標準軍用武器的狀態，但仍被海軍陸戰隊使用，直到它被以雷明登700系列手動步槍作為基礎的M40系列狙擊步槍所取代。
美國海軍陸戰隊取代了他倆的所有溫徹斯特M70的原因之一，就是1964年以後的M70衍生型並無滿足美國海軍陸戰隊的標準。儘管引入了雷明登700步槍，1964年以前的溫徹斯特M70仍然被美國海軍陸戰隊偵察／狙擊隊在越南战争期間搭配雷明登700步槍使用。兩枝步槍在服役以後過了短短幾年，就發現其原來的木製槍托出現了翹曲變形的問題，而且兩枝步槍都採用了玻璃钢強化塑料槍托來解決問題。現有的M70仍不得不在服役，他們原來的槍托被麥克米蘭（英語：McMillan）玻璃纖維增強塑料槍托取代，例如在已被發現的特裝極端氣候（英語：Custom Extreme Weather）衍生型上使用。
在越南战争期間最知名的使用的溫徹斯特M70的美國海軍陸戰隊槍砲軍士、狙擊手卡羅斯·諾曼·海斯卡克二世就是使用發射.30-06春田步枪子彈的溫徹斯特M70。這枝裝上了標準型8×43尤那托瞄準鏡的步槍，曾被海斯卡克用以射殺北越敵方狙擊手。當時他的步槍射出的子彈射穿該北越敵方狙擊手的俄羅斯的軍用手動步槍莫辛-納甘的瞄準鏡再擊中敵人的眼窩，讓敵人爆頭而亡。（詳情可參見卡羅斯·海斯卡克之中的「魔彈」章節）海斯卡克的步槍目前在弗吉尼亞州提科市的海軍陸戰隊狙擊手博物館展出。

## 使用國
- 加拿大
- 日本
- 墨西哥
- 新西兰
- 菲律賓
- 西班牙
- 美国

## 流行文化
溫徹斯特M70同時出現在多部电影、多個电视剧、电子游戏和动画裡，例如：

### 电影
- 1971年—《霹靂神探》：型號為1964年以前的M70，被殺手皮埃爾·尼科利（Pierre Nicoli，馬塞爾·波祖佛飾演）用以狙擊多伊爾，狙擊失敗後被拋棄在天台上。
- 1975年—：（一些）裝上尤那托8倍瞄準鏡並且被纽约市警察局狙擊手所使用。
- 1978年—《死亡遊戲》：被史迪克（Stick，梅爾·諾瓦克飾演）用以企圖再度殺死盧比利。
- 1994年—：型號為1964年以前的M70，（一些）裝上哈里斯兩腳架和瞄準鏡並且被洛杉磯警察局特種武器和戰術部隊狙擊手所使用。
- 1996年—：裝上瞄準鏡並且被薩爾（Sal，約翰·斯奈德飾演）所使用，亦曾以該槍成功命中敵方狙擊手的瞄準鏡。
- 1997年—：裝上瞄準鏡並且原來被保羅·沙安（Paul Sarone，飾演）所使用，其後又被特麗·弗洛雷斯（Terri Flores，飾演），丹尼·里奇（Danny Rich，飾演），蓋瑞·狄森（Gary Dixon）和刁（Mateo，文森特·特利亞諾斯飾演）使用。
- 1997年—：裝上瞄準鏡並且被阿賈伊普拉（Ajay，哈維·傑森飾演）使用。
- 2003年—：原來被瓊西（Jonesy，達米安·劉易斯飾演）用以狩獵，瓊西被殺以後轉交給亨利（Henry，托馬斯·簡飾演）使用，奇怪地原著小說中應為M1加蘭德。
- 2006年—：口徑為.270溫徹斯特（英语：.270 Winchester），被摩洛哥少年尤瑟夫（Yussef，伯卜克·艾爾·卡德飾演）所使用，但因為貪玩而對着遊覽車試槍，更誤傷蘇珊·瓊斯的肩膀。
- 2011年—：劇中默片「真愛眼淚」（Tears of love），被荷里活的當紅默片巨星喬治·華倫天（George Valentin，飾演）飾演的探險家／獵人所使用。
- 2012年—：裝上瞄準鏡並且被3號成員（奧斯卡·伊薩克飾演）所使用。

### 動畫電影
- 1999年—《鐵巨人》：被兩名獵鹿人所使用，兩人看到機械人後棄槍逃亡。

### 電視劇
- 1966年—《虎膽妙算》：
  - 1967年10月22日第2季第7集（播出順序為第35集）“‘心’之行動”（Operation 'Heart'）之中，裝上瞄準鏡並且被巴尼·科利爾（Barney Collier）所使用。
  - 1970年12月12日第5季第12集（播出順序為第116集）“擠壓遊戲”（Squeeze Play）之中，被IMF特工的威利·阿米蒂奇（Willy Armitage，彼得·路普斯飾演）所使用。
  - 1971年1月2日第5季第14集（播出順序為第118集）“接管”（Takeover）之中，被IMF特工達納·蘭伯特（Dana Lambert，萊斯利·安·沃倫飾演）所使用。
- 1983年—
- 1994年—《末日逼近》
- 2005年—：2010年5月13日第5季第14集（播出順序為第105集）“男孩的回答”（The Boy With The Answer）之中，被麥斯基南（Max Keenan，瑞恩·奥尼尔飾演）企圖用以射殺海瑟塔費（Heather Taffet，aka「The Grave Digger」掘墓者）。
- 2005年—：2007年11月7日第3季第7集（播出順序為第52集）“身分”（Identity）之中，裝上哈里斯兩腳架和瞄準鏡並且被民兵領袖湯森·哈里斯（Harris Townsend，帕特·斯澀帕飾演）用以狙擊一名瘋狂的前民兵成員和拯救人質。
- 2006年—：2006年11月15日第1季第9集「戰死心」（英語：Crossroads），被霍金斯（Hawkins，邁克爾·加斯頓飾演）所使用。
- 2010年—：2010年11月7日第1季第2集「膽識」（英語：Guts）開始，型號為1964年以前的M70，裝上瞄準鏡並且被梅爾·迪克森（Merle Dixon，邁可·魯克飾演）所使用。
  - 2011年11月27日第2季第7集（播出順序為第13集）「幾乎死了」（英語：Pretty Much Dead Already），另一枝裝上瞄準鏡並且被戴爾·霍瓦士（Dale Horvath，杰弗里·迪莫恩（英语：Jeffrey DeMunn）飾演）所使用。
  - 2012年10月28日第3季第3集（播出順序為第22集）「與我同行」（英語：Walk with Me），另一枝裝上瞄準鏡並且被香珀特·鮑曼（Shumpert the Bowman，特拉維斯·勞飾演）所使用。
- 2011年—：2012年7月1日第2季第4集（播出順序為第14集）「年輕人的血」（英語：Young Bloods），裝上瞄準鏡並且被迭戈的團伙的一名年輕成員所使用。

### 电子游戏
- 1999年—：「搭成嫌疑犯」戰役，裝上瞄準鏡並且被犯罪嫌疑人馬丁·布倫納（Martin Brenner）所使用。
- 2012年—：裝上瞄準鏡、被丹尼·聖約翰（Danny St. John）所使用並且被命名為「夏洛特」；亦被莉莉（Lilly Caul）、李·埃弗里特（Lee Everett）和克萊夫（Clive）所使用。
- 2013年—《劫薪日2》：2015版本新增角色菩提（bodhi）所使用的槍枝，該槍在遊戲中取名為Platypus 70。

### 动画
- 1996年—《名侦探柯南》：裝上瞄準鏡並且被綁在樹上。

### 輕小說
- 1998年—：小說第20集《迫近的Nick of time》，被克魯茲·威巴（クルツ・ウェーバー，CV：三木真一郎）用於負傷時，並在宗介的協助下進行1,650公尺的狙擊，將其師傅威爾海姆·賈斯伯的心臟擊穿射殺。

### 引用
1. ↑  p239 Bolt Action Rifles by Frank de Haas, DBI Books INC, Northfield ILL, USA, 1971, ISBN 0-695-80220-8
2. ↑  Hawks, Chuck. "The Rifleman's Rifle: Winchester's Model 70" （页面存档备份，存于）, Chuck Hawks' Web site. Accessed June 11, 2008.
3. ↑  .   [2013-07-23]. （原始内容存档于2015-09-06）.
4. ↑  Barsness, John. "Shooting 70 Years of Model 70's" （页面存档备份，存于）, 美國槍手.
5. ↑  p245 Bolt Action Rifles by Frank de Haas, DBI Books INC, Northfield ILL, USA, 1971, ISBN 0-695-80220-8
6. ↑  原文：. . .I was informed by Winchester brass that the Model 70 was being redesigned. I told them that I was glad to get the information so I could lay in four or five more before they loused the rifle up. Then I saw the pilot model of 'New Model 70.' At the first glimpse I like to fell into a swoon. The action was simplified, the trigger guard and floor plate made of a flimsy looking one-piece stamping.
7. ↑  英語維基百科原文：Actually the post-1964 Model 70 is not a bad rifle in spite of the fact that rifle aficionados have never taken it to their bosoms the way they did its predecessor. It is a stronger action than the pre-1964. The head of the bolt encloses the head of the case. It has a small, neat hook extractor, which is adequate. With this extractor the cartridge is not as surely controlled as it is with the Mauser-type extractor. However, the new model seldom gives feeding problems.
8. ↑  Jack O'Connor, The Rifle Book, 3rd Edition, p. 57, Alfred A Knopf (1978).
9. ↑  The Bolt Action Vol 1, Stuart Otteson
10. ↑  p244 Bolt Action Rifles by Frank de Haas, DBI Books INC, Northfield ILL, USA, 1971, ISBN 0-695-80220-8
11. ↑  p244 Bolt Action Rifles by Frank de Haas, DBI Books, Northfield ILL, USA, 1971, ISBN 0-695-80220-8
12. ↑  Lanning, Michael Lee. (1998). Inside the Crosshairs: Snipers in Vietnam. New York: Ballantine Books. p. 59. ISBN 978-0-8041-1620-6.
13. ↑  Canfield, Bruce N. 美國槍手 (April 2011) pp.66-85
14. ↑  Senich, Peter R. (1988). Complete Book of U.S. Sniping. Boulder, CO: Paladin Press. p. 288. ISBN 978-1-58160-610-2.

## 外部連結
- （英文）—Winchester Guns （页面存档备份，存于）

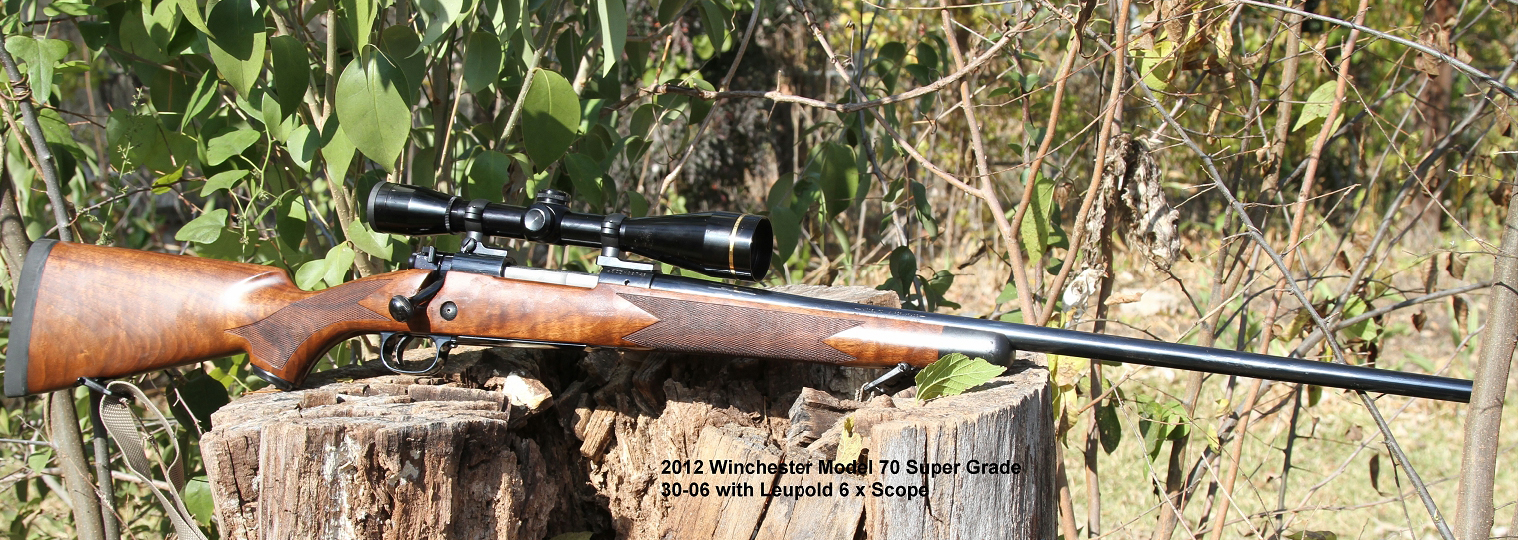
溫徹斯特M70特級型.30-06口徑，攝於2013年。

- （英文）—U.S. Repeating Arms inc.
- （英文）—Fabrique Nationale Herstal USA website （页面存档备份，存于）
- （英文）—The Firearm Blog.com—
  - Winchester Model 70 is back after a short break （页面存档备份，存于）
  - Winchester Model 70 Super Grade （页面存档备份，存于）
  - Winchester Model 70 Sporter Deluxe （页面存档备份，存于）
  - Winchester Model 70 Featherweight Deluxe （页面存档备份，存于）
  - Winchester Model 70: Extreme Weather SS （页面存档备份，存于）
  - Winchester Model 70 Safari Express （页面存档备份，存于）
  - Winchester Model 70 Safari Express （页面存档备份，存于）
  - Winchester Model 70 Featherweight Compact （页面存档备份，存于）
  - Timney Trigger For Model 70 Rifles （页面存档备份，存于）
  - Winchester to move Model 70 production to Portugal in 2013 （页面存档备份，存于）
  - Winchester Model 70 Jack O’Connor Tribute Rifle （页面存档备份，存于）
  - Winchester Model 70 Ultimate Shadow Hunter SS （页面存档备份，存于）
- （英文）—Rifle Shooter.com—Ruger M77 Hawkeye vs. Winchester Model 70 （页面存档备份，存于）
- （英文）—Tactical Life.com－JACK O’CONNOR MODEL 70 TRIBUTE
- （英文）—美國槍手.org—
  - Hunting with the Winchester Model 70 （页面存档备份，存于）
  - The Military Model 70 （页面存档备份，存于）
  - Winchester Model 70 Safari Express （页面存档备份，存于）
  - Shooting 70 Years of Model 70s
- （英文）—"Third Time Is The Charm: THE WINCHESTER MODEL 70" from Guns Magazine, Oct 2001 （页面存档备份，存于）